# 1972-es Formula–1 kanadai nagydíj
Az 1972-es Formula–1 világbajnokság tizenegyedik futama a kanadai nagydíj volt.

## Futam
| Helyezés | #  | Versenyző            | Csapat/Motor | Futott körök | Idő/Kiesés oka      | Rajthely | Pontszám |
| -------- | -- | -------------------- | ------------ | ------------ | ------------------- | -------- | -------- |
| 1        | 1  | Jackie Stewart       | Tyrrell-Ford | 80           | 1h43:16,9           | 5        | 9        |
| 2        | 19 | Peter Revson         | McLaren-Ford | 80           | + 48,2              | 1        | 6        |
| 3        | 18 | Denny Hulme          | McLaren-Ford | 80           | + 54,6              | 2        | 4        |
| 4        | 8  | Carlos Reutemann     | Brabham-Ford | 80           | + 1:00,7            | 9        | 3        |
| 5        | 11 | Clay Regazzoni       | Ferrari      | 80           | + 1:07,0            | 7        | 2        |
| 6        | 4  | Chris Amon           | Matra        | 79           | + 1 kör             | 10       | 1        |
| 7        | 22 | Tim Schenken         | Surtees-Ford | 79           | + 1 kör             | 13       |          |
| 8        | 7  | Graham Hill          | Brabham-Ford | 79           | + 1 kör             | 17       |          |
| 9        | 29 | Carlos Pace          | March-Ford   | 78           | Kifogyott üzemanyag | 18       |          |
| 10       | 15 | Howden Ganley        | BRM          | 78           | + 2 kör             | 14       |          |
| 11       | 5  | Emerson Fittipaldi   | Lotus-Ford   | 78           | + 2 kör             | 4        |          |
| 12       | 10 | Jacky Ickx           | Ferrari      | 76           | + 4 kör             | 8        |          |
| 13       | 28 | Henri Pescarolo      | March-Ford   | 73           | + 7 kör             | 21       |          |
| Kiesett  | 6  | Reine Wisell         | Lotus-Ford   | 65           | Motorhiba           | 16       |          |
| Kizárva  | 26 | Niki Lauda           | March-Ford   | 64           | Kizárva             | 19       |          |
| Kizárva  | 25 | Ronnie Peterson      | March-Ford   | 61           | Kizárva             | 3        |          |
| HN       | 27 | Mike Beuttler        | March-Ford   | 59           | Helyezés nélkül     | 24       |          |
| Kiesett  | 2  | François Cevert      | Tyrrell-Ford | 51           | Váltóhiba           | 6        |          |
| Kiesett  | 16 | Peter Gethin         | BRM          | 25           | Felfüggesztés       | 12       |          |
| HN       | 33 | Skip Barber          | March-Ford   | 24           | Helyezés nélkül     | 22       |          |
| Kiesett  | 14 | Jean-Pierre Beltoise | BRM          | 21           | Oalajszivárgás      | 20       |          |
| Kiesett  | 17 | Bill Brack           | BRM          | 20           | Kicsúszás           | 23       |          |
| Kiesett  | 11 | Wilson Fittipaldi    | Brabham-Ford | 5            | Váltóhiba           | 11       |          |
| Kiesett  | 23 | Andrea de Adamich    | Surtees-Ford | 2            | Váltóhiba           | 15       |          |

## Statisztikák
Vezető helyen:
- Ronnie Peterson: 3 (1-3)
- Jackie Stewart: 77 (4-80)

Jackie Stewart 21. győzelme, Peter Revson egyetlen pole-pozíciója, Jacky Ickx 15. leggyorsabb köre.
- Tyrrell 10. győzelme.